# Francesco Vicario
Francesco Vicario (Roma, 17 novembre 1959) è un regista italiano, attivo nelle fiction televisive e noto principalmente in quanto primo regista de I Cesaroni.

## Biografia
Nel 1987 dirige la serie televisiva Teneramente Licia. Nel 1988 è il regista della fiction televisiva Arriva Cristina, e nello stesso anno dirige anche la fiction Balliamo e cantiamo con Licia.
Nel 1989 è il regista dello sceneggiato televisivo Cristina, nel 1990 è il regista del telefilm Cri Cri, nel 1991 è il regista dello sceneggiato televisivo Cristina, l'Europa siamo noi.
Nel 2006 è il regista dell'intera prima stagione del telefilm I Cesaroni; vi lavora ancora come regista anche nella seconda e nella quinta stagione.
Nel 2010 dirige il film televisivo SOS Befana che vede come protagonista Veronica Pivetti. Nello stesso anno, Vicario è il regista della serie televisiva La ladra, con la medesima attrice protagonista.
Nel 2011 è il regista dell'intera prima stagione della serie televisiva Che Dio ci aiuti, serie a cui lavora come regista ininterrottamente per tutte le stagioni successive, seppur non da solo ma affiancato da altri registi.

### Vita privata
È figlio del regista e produttore Marco Vicario e dell'attrice Rossana Podestà e fratello del regista Stefano.  È padre dell'attrice, regista e cantautrice Margherita Vicario. Ha studiato presso il liceo Pareto di Losanna in Svizzera.

## Filmografia
- Teneramente Licia – serie TV, 39 episodi (1987)
- Balliamo e cantiamo con Licia – serie TV, 36 episodi (1988)
- Arriva Cristina – serie TV, 36 episodi (1988)
- Cristina – serie TV, 36 episodi (1989)
- Cri Cri – serie TV, 72 episodi (1990-1991)
- Cristina, l'Europa siamo noi – serie TV, 36 episodi (1991)
- Finalmente soli – serie TV, 50 episodi (2000-2003)
- La squadra – serie TV, 6 episodi (2001-2003)
- Casa Vianello – serie TV, 46 episodi (1988-2004)
- Piper – miniserie TV, 7 puntate (2009)
- La ladra – serie TV, 11 episodi (2010)
- SOS Befana – film TV (2011)
- I Cesaroni – serie TV, 51 episodi (2006-2012)
- Un medico in famiglia – serie TV, 4 episodi (2014)
- È arrivata la felicità, co-regia con Riccardo Milani – serie TV, 34 episodi (2015-2018)
- Che Dio ci aiuti – serie TV, 52 episodi (2011-in corso)
- Don Matteo – serie TV, episodio 13x01 (2022)
- Viola come il mare – serie TV, 12 episodi (2022)